# Криворізька Рада робітничих, солдатських і селянських депутатів
Криворізька Рада робітничих, солдатських і селянських депутатів – орган самоврядування робітників Кривого Рогу у березні 1917 –  лютому 1919 рр.

## Створення
К.Р. вибиралася досить вільно – маси озброєного народу самі визначали порядок виборів до неї і самі ж орг-ли вибори по рудн.м і підпр-вам, часто без конкретної схеми. Перші вибори до Р. не знали формального позбавлення виборчих прав будь-яких верств населення. Право участі мали всі особи, що досягли 18 років. Виборчою одиницею були збори виборців на вир-ві – з-дах, рудн., майстернях, магазинах, в установах, а також у сільс. громадах і на сходах. 
Виборча кампанія проходила з 10 по 15 берез. 1917. 
Обрані в 1-й виконком склали, в основному, прихильники та представники соціал-демократів (меншовики) та міська інтелігенція. 
Перші вибори, в результаті яких невеликі підпр-ва, яких було більшість, надіслали депутатів, що переважали крупні підпр-ва, де знаходилося бл. 70 % працівників басейну. 
Представництво від соціалістичних партій визначалося в твердих цифрах. Більшовики, соціал-демократи та есери посилали однакове число своїх представників. 
В період квіт.–трав. 1917 почало використовуватися право відклику депутатів. Воно застосувалося, коли депутат не виконував своїх обов’язків або зловживав своїм положенням. 
Порядок виборів до Р. складався, в більшості випадків, стихійно і був недовершеним. 
Р. почала створюватися в 1-й декаді берез. 1917. Депутати, які на той час вже були вибрані, орг-ли Тимчасовий виконавчий комітет робітничих і солдатських депутатів, до якого ввійшло 25 чол. 
Головою Р. було обрано соціал-демократа, юриста за фахом, Аркадія Яковича Уманського (1885–1919). 
Робітників у виконкомі було лише 3-є, вони, звісно, не могли відігравати суттєвої ролі у формуванні її діяльності.

## Рада військових депутатів
Військові частини, що дислокувались у Кривому Розі, зокрема, Оренбурзький полк, створили власну раду військових депутатів. Депутатів обирали по 1 від частини або підрозділу (кожна рота або команда посилала по 1 депутату).

## Рада селянських депутатів
Раду було створено 12 березня 1917 у складі 34 чоловік з переважаючим впливом есерів. В подальшому відбувались довибори. Рада селянських депутатів свої засідання проводила в готелі “Петроградський” на вул. Базарній (нині Жовтнева).
7 травня 1917 р. рада селянських депутатів увійшла до складу Ради робітничих та солдатських депутатів.

## Об'єднання рад
У квіт. 1917 пройшли додаткові вибори у Р. робітничих депутатів і 18 квіт. відбулося розширене засідання Р., куди прибули представники від солдатів. Було прийнято рішення про перейменування Р. в К. Р. робітничих і солдатських депутатів і реорг-цію виконкому. 
З 80 депутатів, які були присутні, 8 заявилися як більшовики або їх співчуваючі, 20 – робітників. 
До президії виконкому було обрано виключно соціал-демократів та есерів. Головою знову вибрано А. Уманського. 
Гол. напрямком діяльності виконкому в цей період була спроба збереження соціального миру та регулювання відносин між трудом і капіталом. З цією метою регулярно орг-лися об’єднані наради адміністрацій пром. підпр-в, представників К.Р. і представників робітників, які закінчувалися безрезультатно. 
7 трав. 1917 в приміщенні Комерційного уч-ща відбулося засідання К.Р. робітничих і солдатських депутатів, на яке прибули селянські депутати, у зв’язку з чим Р. було перейменовано на К. Р. робітничих, солдатських і селянських депутатів. 
Беручи до уваги велику протяжність басейну, К.Р. вирішила відкрити свої філії на пд. та пн. для тіснішої та ефективнішої взаємодії з рудн. комітетами та місц. профспілками. З цією метою під патронатом Р. було проведено кілька нарад на місцях, але більшість представників висловилася за недоцільність такого заходу, який призведе до розпорошення сил і децентралізації. 
У черв. 1917 розпочалася підготовка до перевиборів. Мета – надати можливість більш повного і пропорційного представництва всім станам басейну. Модус виборів було встановлено такий: 1 депутат від 100 робітників, а підпр-ва, де менше 30 робітників, повинні об’єднатися з ін. підпр-вами для посилки свого представника в Р. 
На поч. лип. (з 3 по 7) відбувся 2-й з’їзд К.Р., на якому було 580 делегатів, які в своїй більшості підтримували соціал-демократів та есерів. Більшовицька фракція нараховувала 40 чол. Головою Президії виконкому знов було обрано А. Уманського. При Р. орг-но 15 різних комісій та комітетів.
Засідання ж Р. робітничих і солдатських депутатів проходили в Гданцівській школі. Будинок по вул. Миколаївській (Леніна) де проходили засідання виконкому Ради.

## Українська більшість
З серп. прибічники ЦР. починають набирати силу і чисельність, а у верес., коли кер-во залишалося у соціал-демократів, “самостійники” складають більшість і фактично вирішують всі питання, що виносяться на голосування. 
У кін. верес. над приміщенням К.Р. піднято жовто-блакитний прапор. 
У кін. жовт., після більшовицького перевороту у Петрограді К. більшовики почали наполягати на перевиборах, вважаючи, що за даних обставин вони отримають перевагу. Але вибори показали, що більшість депутатів іде за прихильниками ЦР та соціал-демократами. 
Більшовики з тактичних міркувань запропонували укр. соціалістам угоду, згідно з якою всі місця розділити між ними, виділивши представникам ін. партій у президії виконкому лише 3 місця. У результаті цього було внесено розкол між соціал-демократами і укр. соціалістами, що призвело до підсилення впливу більшовиків. Меншовики та представники ін. партій на знак протесту вийшли з Р. Головою Р. було обрано речника Павла Дмитровича Ричмедила. 14 місць у виконкомі були за представниками ЦР, 10 – за більшовиками, 3 – за лівими есерами, 1 – за єврейськ. соціалістами. 
Не досягши мети захоплення влади “мирним” шляхом, місц. більшовики, спираючись на загони Червоної гвардії, 15 листоп. силою розганяють місц. Р., кер-к якої П. Ричмедило (він же і “головний отаман” вільного козацтва в басейні), не бажаючи кровопролиття, віддає наказ про розпуск Р. та роззброєння загонів вільного козацтва на рудн. 
На 18 листоп. було призначено нові вибори президії, які проходили на зборах депутатів Р. Вибори проводилися пропорційно за списочною сис-мою. Конкурувало 2 списки: більшовики і блок всіх ін. партій. Потрібно було обрати президію з 6 чол. Коли після голосування з’ясувалося, що пройшло 3 більшовика і 3 соціал-демократа, то меншовики добровільно вийшли з Р., віддавши всю владу більшовикам.

## Рада під контролем більшовиків (січень-березень 1918 р.)
В кін. року у містечку і басейні склалася вкрай напружена обстановка. Всередині Р. йшла жорстока боротьба між прихильниками більшовизму та прибічниками УНР. 9 січ. 1918 війська під командуванням Антонова-Овсієнка зайняли Криворіжжя. Перед підходом рад. військ було знову розпущено Р., розігнано органи місц. влади, роззброєно гайдамацькі курені. 
18–19 січ. 1918 було проведено вибори нового складу К.Р., на яких перемогу отримали більшовики. Головою став колиш. фронтовик, більшовик Петро Вікторович Геруцький. 
При Р. було створено військ. комісаріат, відділи нар. освіти, продовольчий, госп., фінансовий, комунальний та ін. Для боротьби з політичними противниками засновано робітничо-селянську міліцію, нар. суд, революційний трибунал. Із встановленням рад. влади почалося здійснення перших “соціалістичних перетворень”. Відділи націоналізованих банків, залізничні ст., ряд пром. підпр-в перейшли до робітничих правлінь. Для кер-ва ними орг-но К. раднаргосп. З часом К.Р. почала поширювати свою владу і на навколишні села, де перемагала рад. влада. При погіршені продовольчого стану в країні К.Р., виконуючи директиви партійних центрів, направила в села червоногвардійські загони за хлібом, який відправляли в голодуючі р-ни Росії. 
У берез. 1918, коли укр.- австрійські війська підійшли до Криворіжжя, Р. було розпущено, а замість неї створено ревком, до якого перейшла вся повнота влади.

## Список відомих депутатів
Уманський А.Я. - голова 
Морачевський В.Г. – голова виконкому
Варєніков І.Г. – заст. голови 
Тернюк Г.Ф. – заст. голови 
Нагнойний – секретар (до 7 трав.). 
Нікішин М.І. – секретар Р. (після 7 трав.). 
Черненко. 
Мануйлов – військ. комісар. 
Сапожніков. 
Шеремет. 
Клименко. 
Козловський – комісар пн. р-ну. 
Майборода. 
Лошак. 
Жовтецький К.М. 
Малиш. 
Прокопенко. Рабинович. Бабиченко І.Т. Гергель. Лучкін. Гершгорін. Бондаренко. Саранацький. Масляний. Бойченко І.В. Рабинович І.С. Гутман І.Л. Леіватов Г.О. Гантаєв. Лихвенко. Найдьонов. Мельников. Астахов. Шевелевич Д.Д. Сарнодсолій. Батраченко. Янова. Тутомлін. Нікітін. Ковальов П.П. Троп Х.У. Спірін І.Т. Усиков В.П. Лучкін М.А. Конюшок М.І. Покорський В.Н. Білий Л.С. Веретєнніков І.М. Полунник М.Н. Гергель М.Д. Ходикін Д.Д. Тормасов С.Д. Бондар С.К. Захар’єв С.І. Сиволап П.Ф. Копиця А.В. Дудко І.В. Кваша Д.У. Шевченко П.М. Пінчук. Кизимін. Милаш. Нечай П.І. Шклок. Шеремет. Бакалір.

## Діяльність у квітні 1918 - лютому 1919 рр.
Взамін розпущеної К.Р. р., солдатських і селянських д. (кін. берез. 1918) на К. р-ному з’їзді представників робітників і промисловців (3–4 квіт. 1918), організований комісаром праці УЦР М. Скляром, створено нову Криворізьку раду робітничих депутатів. 
Його ж і було обрано головою Р. 
Основна робота К. Р. зводилася до боротьби за громадянський мир, прод. і паливне забезпечення населення, виплати заборгованості по заробітній платі, відродження діяльності профспілок, відновлення роботи підпр-в, що забезпечували життя басейну. 
Розпущено більшовиками у лют. 1919